# Campiglossa helveola
Campiglossa helveola är en tvåvingeart som först beskrevs av Ito 1984.  Campiglossa helveola ingår i släktet Campiglossa och familjen borrflugor. Inga underarter finns listade.